# ホテルみゆき
ホテルみゆきは、伊豆・修善寺温泉にかつて存在した日本のホテルである。1960年代のテレビCMで知られる。

## 概要・略歴
桂川に面し、みゆき橋の南側に位置する鉄筋コンクリート建築による、建築当時としては近代的なホテルである。本館は洋室のある鉄筋6階建、木造の離れが4棟あった。当時の所在地は静岡県田方郡修善寺町修善寺870番地。政府登録国際観光旅館であった。登録番号は、登録旅第240号であった。
1960年代 - 1970年代に関東ローカルで「修善寺行くなら決めた」と銘打ち、社名を連呼する女声（天地総子）による歌唱、ハワイアン調の演奏によるCMソングをもつテレビスポットを打っていた。映像は静止画的アニメーションフィルムであった。
1973年（昭和48年）ごろには、石川県片山津温泉にも「国際観光旅館八方苑 ホテルみゆき」（廃業済み）があり、共同で媒体等に広告を打っていた。当時の広告によれば、岡本綺堂の戯曲『修禅寺物語』の登場人物「夜叉王」にちなんだ「夜叉王料理」を名物とし、ビリヤードやゲーム機を設置したゲーム室、グリル・すきやきルーム、おでん・寿司コーナー、銘酒コーナー、スタンドバー、ホール、喫茶等の設備を持っていた。巨大な宴会場を持ち、社員旅行、泊まり込み会議等に使用されており、1977年（昭和52年）9月23日には、全日本プロレス代表の馬場正平（ジャイアント馬場）が、全日本プロレス創立5周年を記念した「世界オープンタッグ選手権大会」を同年12月に開催する旨の記者発表を本ホテルで行なっている。このころ「ホテルタグ」を発行しており、パッケージにタグラベルと同一のキャラクター（源頼家像）をあしらった「名菓みゆき」を製造販売していた。
2000年代に至っても、公式ウェブサイトもなく、インターネットからの宿泊予約すらできないまま営業はつづけていた。1997年（平成9年）から2001年（平成13年）ころの設備は、クラブみゆき、カラオケスナック、喫茶、ラーメンコーナー、味処、売店、ゲームコーナー、プール等であった。最終的なこの時代の標準的な宿泊料金は、1泊2食付2名で15,000円であった。
2004年（平成16年）4月1日にすでに合併して伊豆市になっている修善寺町が、同ホテル跡地を町村合併前の時代に購入しており、同ホテルが営業を終了したのはそれ以前である。その後、伊豆市が引き継いで所有することになり、伊豆市議会で話題に上った2006年（平成18年）当時は、修善寺温泉場「まちづくり委員会建設委員会」が利用法について検討していた。2010年（平成22年）3月31日、国際観光ホテル整備法に基づいた登録を抹消された。同市議会の議事録によれば2011年（平成23年）6月現在、跡地はすで更地であり、観光駐車場に使用されている。
群馬県吾妻郡草津町に現存する「ホテルみゆき」、および、沖縄県国頭郡恩納村に現存する「ホテルみゆきビーチ」等は、閉鎖当時には経営が別であり、無関係なホテルである。

## データ
- 名称 : ホテルみゆき
- 所在地 : 静岡県伊豆市修善寺870番地 [3]
- 登録番号 : 登録旅第240号 [3]
- 営業所 : 東京営業所、大阪営業所、名古屋営業所 （1973年[2]）

施設
- 建物 : 本館（鉄筋6階建）、別館（陽明苑、紫金苑、千寿苑）4棟
- 客室 : 93室、全室冷暖房、温泉内風呂、トイレ付
- 収容人員 : 400名
- 浴場 : 大浴場、露天風呂（男・女）
- 宴会場 : 4室（300畳、80畳、50畳、30畳）
- 飲食場ほか : クラブみゆき、カラオケスナック、喫茶、ラーメンコーナー、味処、売店 （2001年[1]）
- 遊技場 : ゲームコーナー、プール（2001年[1]）

コマーシャルソング
- 『ホテルはみゆき』
  - 作詞不明、作曲不明 [11]
  - 歌唱天地総子